# Remetemező község
Remetemező község (románul: Comuna Pomi) község Szatmár megyében, Romániában. Központja Remetemező, beosztott falvai Balotafalu, Barlafalu, Papbikó.

## Népessége
A 2011-es népszámlálás adatai alapján a község népessége 2182 fő volt.